# Lingua lop
La Lingua lop, nota anche come Lingua Lopnor o Lingua Lopnur, è una lingua parlata principalmente nella regione cinese di Xinjiang. Tutti i suoi locutori vengono censiti come uiguri dal governo cinese.

## Classificazione
La lingua Lop appartiene al ramo Karluk, appartenente a sua volta alle lingue turche, proprio come l'uiguro e all'uzbeko. Il suo status di lingua distinta dall'uiguro è parecchio controverso, infatti, sebbene abbia alcune caratteristiche che lo differenziano dall'uiguro standard, è considerato da alcuni linguisti solo come uno dei suoi dialetti. 